# فرد تامپسون
فردی دالتون تامپسون (به انگلیسی: Freddie Dalton Thompson) (متولد ۱۹ اوت ۱۹۴۲ - درگذشته ۱ نوامبر ۲۰۱۵) سیاست‌مدار آمریکایی و از نامزدان انتخابات ریاست جمهوری آمریکا در سال ۲۰۰۸ بود.

## زندگی‌نامه
وی بمدت ۸ سال نماینده مردم ایالت تنسی در کنگره آمریکا بود. او یک مسیحی اصولگرای فرقه کلیسای مسیح (Church of Christ) است، و عضو حزب جمهوریخواه آمریکا.
وی دارای دو مدرک کارشناسی علوم سیاسی و فلسفه از دانشگاه ممفیس است، و دکترای حقوق از دانشگاه وندربیلت را در سال ۱۹۶۷ نیز دریافت نمود.
وی بازیگر فیلمهای هالیوود و بخصوص سریال نظم و قانون و فیلم های هیچ راهی وجود ندارد، سوی موفرفری، تندردل نیز بود.

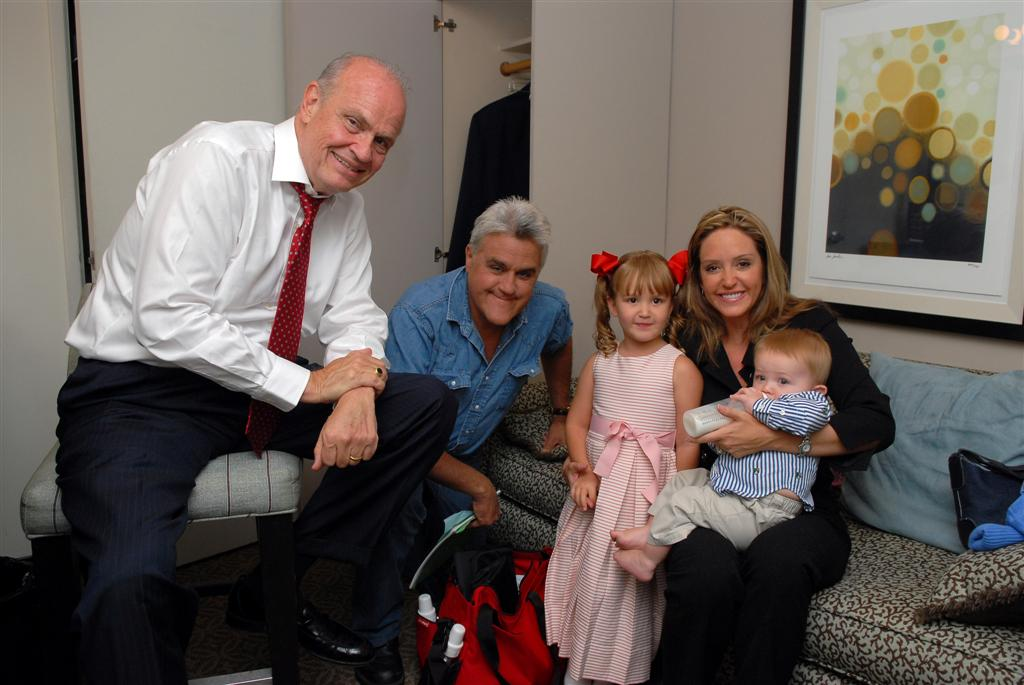
خانواده فرد تامپسون (ایستاده) به همراه جی لنو (پیراهن آبی رنگ).